# Johannes Hömberg
Johannes Hömberg (* 3. Dezember 1931 in Bochum; † 25. Juni 2021) war ein deutscher Musiker, Dirigent, Komponist und Chorleiter.

## Berufs- und Lehrtätigkeit
Johannes Hömberg studierte in Freiburg und München Schulmusik, Komposition, Dirigieren, Musikwissenschaft und Germanistik. Von 1959 bis 1964 war er Chefdirigent des Sinfonieorchesters in Salvador/Bahia (Brasilien) und Dozent für Dirigieren und Tonsatz an der Universität Bahia.
Nach Deutschland zurückgekehrt wechselte er zum Goethe-Institut nach München, wo er von 1965 bis 1969 das Musikreferat leitete und für den internationalen Einsatz von Repräsentanten deutscher Musikkultur zuständig war.
1969 wurde Johannes Hömberg als Professor für Chorleitung und Tonsatz an die Kölner Musikhochschule berufen. Hier leitete er den Hochschulchor, die Hauptfachklasse für Chorleitung sowie das von ihm gegründete Vokalensemble Pro Musica Köln und bildete Schulmusiker in Chor- und Orchesterleitung aus. Zu den Solisten seiner Oratorien- und Passionsaufführungen zählen u. a. Helen Kwon, Anja Harteros, Mechthild Georg, Karl Markus, Franz Müller-Heuser, Andreas Schmidt und Wilhelm Hartmann.
Hömberg starb am 25. Juni 2021 nach kurzer schwerer Krankheit im Alter von fast 90 Jahren. Hömberg wurde am 7. Juli 2021 auf dem Friedhof Gronau (Bergisch Gladbach)  beigesetzt.

## Auszeichnungen und Preise
Mit Pro Musica Köln errang Hömberg internationale Anerkennung in Europa (u. a. 1. Preis Internationales Chorfestival, Cork/Irland) mit Auftritten in Italien, Schweiz, Frankreich Belgien, den Niederlanden, Russland sowie Erfolge in Übersee, vor allem in Lateinamerika (1972, 1978, 1985).

## Tonträger/Werke
In Deutschland spielte Hömberg zahlreiche Werke aus sechs Jahrhunderten für Rundfunk und Schallplatte ein, darunter Gesamtdarstellungen der Messe im Gregorianischen Gesang bis zu Strawinsky, der Kantate von Heinrich Schütz bis Max Reger, fast alle Opern von Kurt Weill sowie etliche Spezialprogramme:
- Das Hohe Lied der Liebe
- Da pacem Domine - die Friedensbitte von der Gregorianik bis in unsere Zeit
- Francesco Petrarca in der Musik Europas
- Monteverdi und seine Zeitgenossen
- Pater noster - Ave Maria von der Gregorianik bis in unsere Zeit
- Psalmvertonungen aus sechs Jahrhunderten
- Romantische Chormusik von Schubert bis Reger

Zudem brachte Hömberg zahlreiche Werke bedeutender Komponisten der heutigen Zeit zur Uraufführung, darunter Werke von Hans Werner Henze, Harald Genzmer, Jürg Baur, Hermann Schroeder, Cardoso, Nobre, Herrera und Herbold.

## Kompositionen
Hömberg schuf eine Anzahl von Chormusik:
- Liedbearbeitungen
- Spirituals
- Cancoes brasilieras
- Kit(s)chen-Lieder
- Brecht-Tierverse
- Balladen und freie Chöre (u. a. 7 Fugen und 14 Kanons über B-A-C-H)

Einen großen Teil seiner Tätigkeit nehmen Bearbeitungen für Chor von Werken aus allen Stil-Epochen ein, unter anderem
- Bach: Musikalisches Opfer, Wohltemperiertes Klavier, Goldberg-Variationen
- Mozart: Requiem

sowie instrumentale Werke aus Renaissance, Barock, Klassik und Romantik.

## Gegenwart
Seit seinem Abschied von der Kölner Musikhochschule folgt er Einladungen als Gastdirigent, besonders an seine ehemaligen Wirkungsstätten in Brasilien; in Korea dirigierte er das deutsche Requiem von Brahms.
Bei seinen Konzerten hat er es sich zur Aufgabe gemacht, außergewöhnliche Programme mit hochrangigen Werken aller Musikepochen zu erarbeiten und den Zuhörer mit „Gesprächskonzerten“ in eine lebendige Darbietung einzubeziehen.
Pro Musica Köln wurde von ihm zu einem Vokalsolisten-Ensemble mit einer Stammbesetzung von je sechs Sängerinnen und Sängern umgestaltet.